# Изобразительное искусство Казахстана

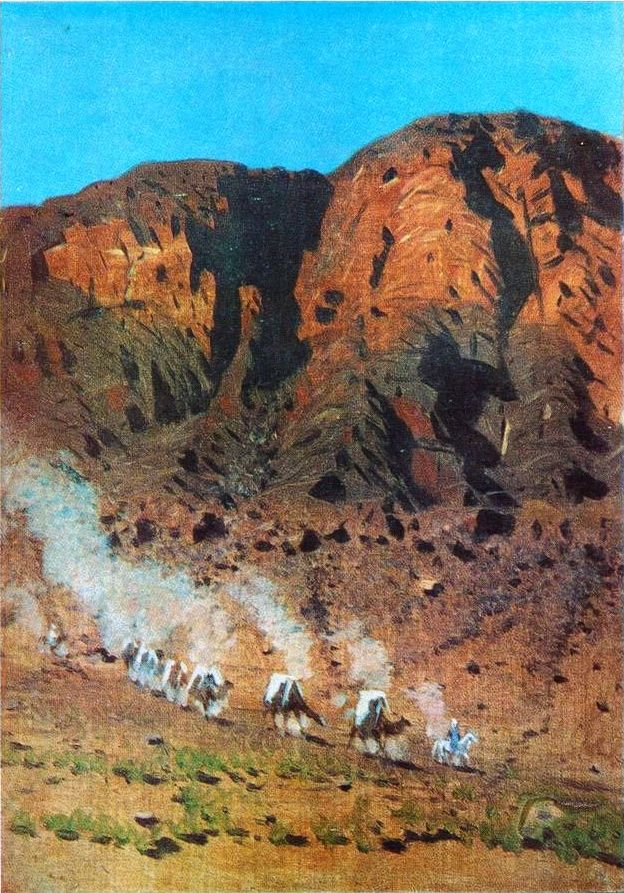
Василий Верещагин.
«Горы, окружающие Лепсинскую станицу».
Российская империя, Туркестанское генерал-губернаторство, Семиреченская область, 1869-1870 гг.
Государственный музей искусств Республики Казахстан имени Абылхана Кастеева.

Древнейшие памятники изобразительного искусства в Казахстане — наскальные изображения, и неолит сохранились в пещерах Каратау, Хантау, Жасыбай, Зараутсай и других. До настоящего времени дошли памятники андроновской культуры: наскальные изображения людей, сцен охоты (в ущелье Танбалы тас в Жамбылской области; Бугытас в Восточно-Казахстанской области и другие). В культуре саков, хуннов и усуней встречаются изображения реальных и фантастических животных (так называемый «звериный стиль»).
В предметах материальной культуры средневековья существовала роспись глиняных сосудов, оружия, конской утвари. К этому периоду относятся археологические находки: блюдо с изображением льва (X—XII вв.), найденное в Таразе, и керамика с изображением павлина (XI—XV вв.), обнаруженная в Сарайчике. В быту кочевников широко использовались растительные краски для изображения интерьера юрты, предметов обихода, одежды.
Первым казахским художником был Чокан Валиханов. Много путешествуя, изучая историю и культуру казахов и киргизов, в своих дневниках он делал отличающиеся яркостью жизненных наблюдений зарисовки людей и природы. Художественное отображение жизни казахского народа, его обычаи, быт, природа края нашли отражение в творчестве русских художников: В. И. Штернберга, A. Н. Гороновича, А. Ф. Чернышёва, B. В. Верещагина; и украинца Т. Г. Шевченко.

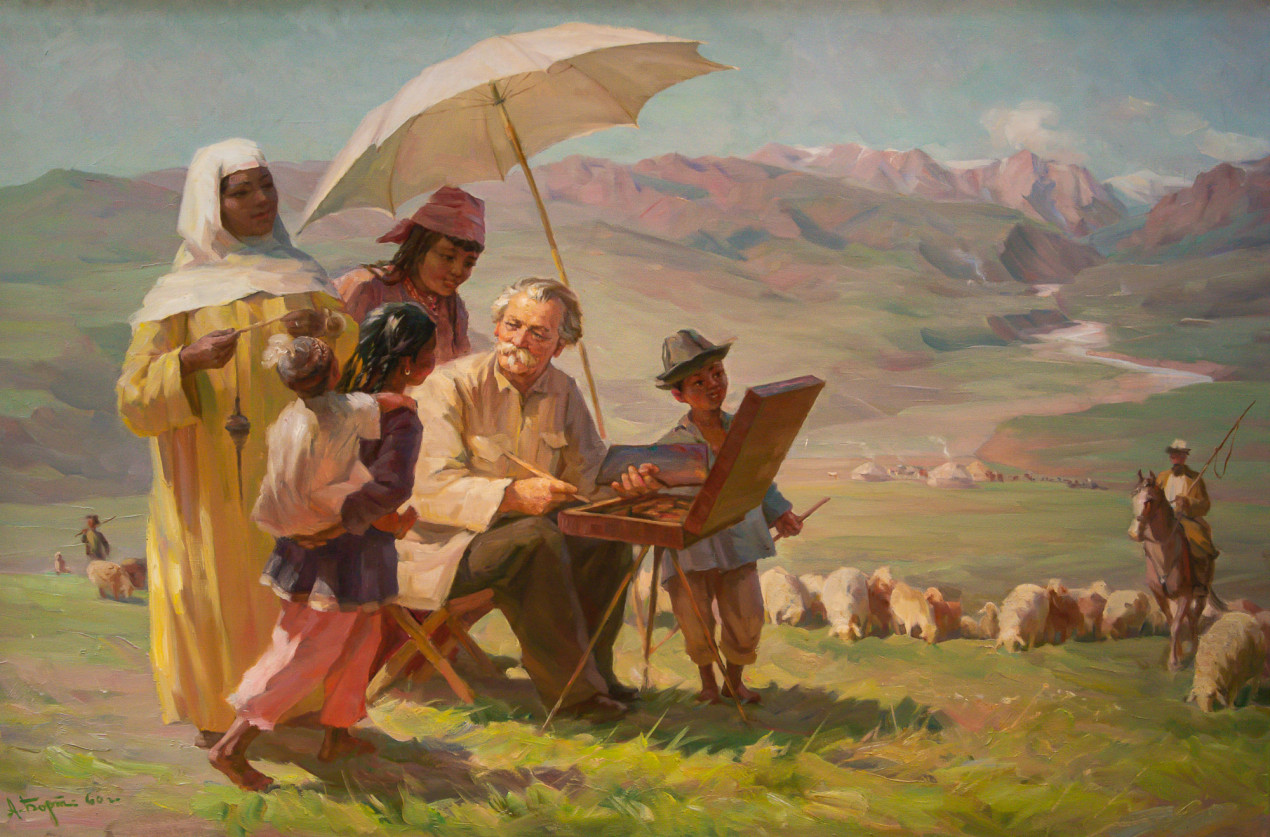
Алексей Бортников.
«Николай Гаврилович Хлудов на жайлау».
СССР, КазССР, Алма-Ата, 1960 г.
Государственный музей искусств Республики Казахстан имени Абылхана Кастеева.

Важное место в развитии казахстанской живописи принадлежит русскому художнику Николаю Гавриловичу Хлудову, отразившему в своих картинах быт казахского народа. Николай Гаврилович также являлся основателем первой художественной школы на территории Казахстана; его учениками были первый профессиональный казахский художник Абылхан Кастеев и первый художник Кыргызстана Семён Афанасьевич Чуйков. Творчество Абылхана Кастеева занимает особое место в истории казахской живописи. Художник создал тонкие лирические акварельные картины и самобытные сюжетные полотна.
К середине 1930-х годов произошло существенное укрепление профессионального состава живописцев республики. Первый съезд художников Казахстана (1940) открыл новый этап в развитии живописи. Важное место в работах художников занимает тема подвига и мужества людей, успешно развивается исторический жанр. Опираясь на классические образцы, казахстанские художники находили собственное решение образно-пластических задач освещения исторических событий (Н. Нурмухаммедов, М. Кенбаев, К. Шаяхметов, К. Тельжанов и другие). Большое развитие получил портретный жанр (Н. Нурмухаммедов, Г. Исмаилова). Возросло внимание к пейзажу и жанровым картинам. В полотнах одного из первых национальных художников А. Исмаилова утвердилась линия романтического пейзажа; У. Тансыкбаев одним из первых осуществил переход от небольших лирически сюжетов к панорамному пейзажу. Принципы эмоционально-фактурной живописи получили органичное развитие в творчестве Ж. Шарденова. Национальный колорит народных ремёсел определили поэтический и пластический строй живописи А. Галимбаевой, Т. Абуова, Г. Исмаиловой. Творчество С. Романова покоряет умением выделить ценностный смысл единения человека и природы.
В 1950-е оформляется отдельным жанром натюрморт (А. Черкасский, Е. Карасулова, Э. Бабад и другие). Новый взгляд на задачи живописи выразил С. Айтбаев в картинах, в которых осмысливаются нравственные и духовные черты облика современника — простота, величие, одухотворенность и органичная слитность с природой родной земли. Историческая тема и тема труда воплощена в картинах Ш. Сариева, Б. Табиева, А. Сыдыханова и многих других. Возрастает интерес к монументальным решениям темы, к лаконичности и строгости цвета и рисунка, усиливается ощущение реальности, ритма жизни. Появляются самобытные художники в области театрально-декорационного искусства (В. М. Колоденко, И. Б. Бальхозин, Г. Исмаилова, Е. Туяков, Д. Сулеев, И. Н. Корогодин). В киноискусстве талантливо заявили о себе К. Х. Ходжиков, С. Романов, А. Хайдаров, А. Сыдыханов.
В произведениях современных художников сочетаются разные стилевые решения: творческая переработка стилистических мотивов и отдельных элементов традиционного искусства для воплощения собственного замысла, этнодизайн, оригинальное авторское искусство, не ограниченное какими-либо существующими стилями.
Произведения из Государственного музея искусств Республики Казахстан имени Абылхана Кастеева и Центрального государственного музея Казахстана:

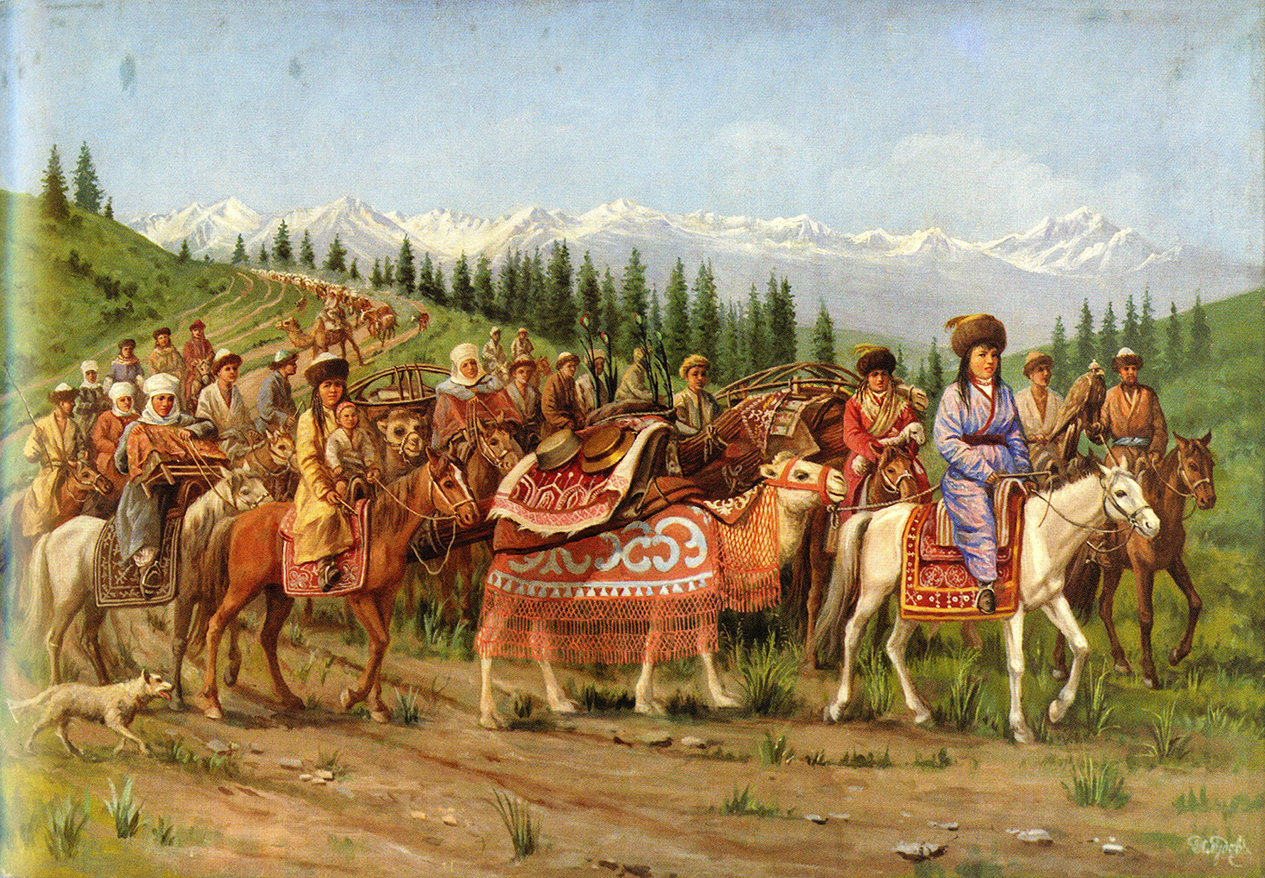
Николай Хлудов. «Богатое кочевье». Российская империя, Степное генерал-губернаторство, Семиреченская область, середина 1880-х гг.
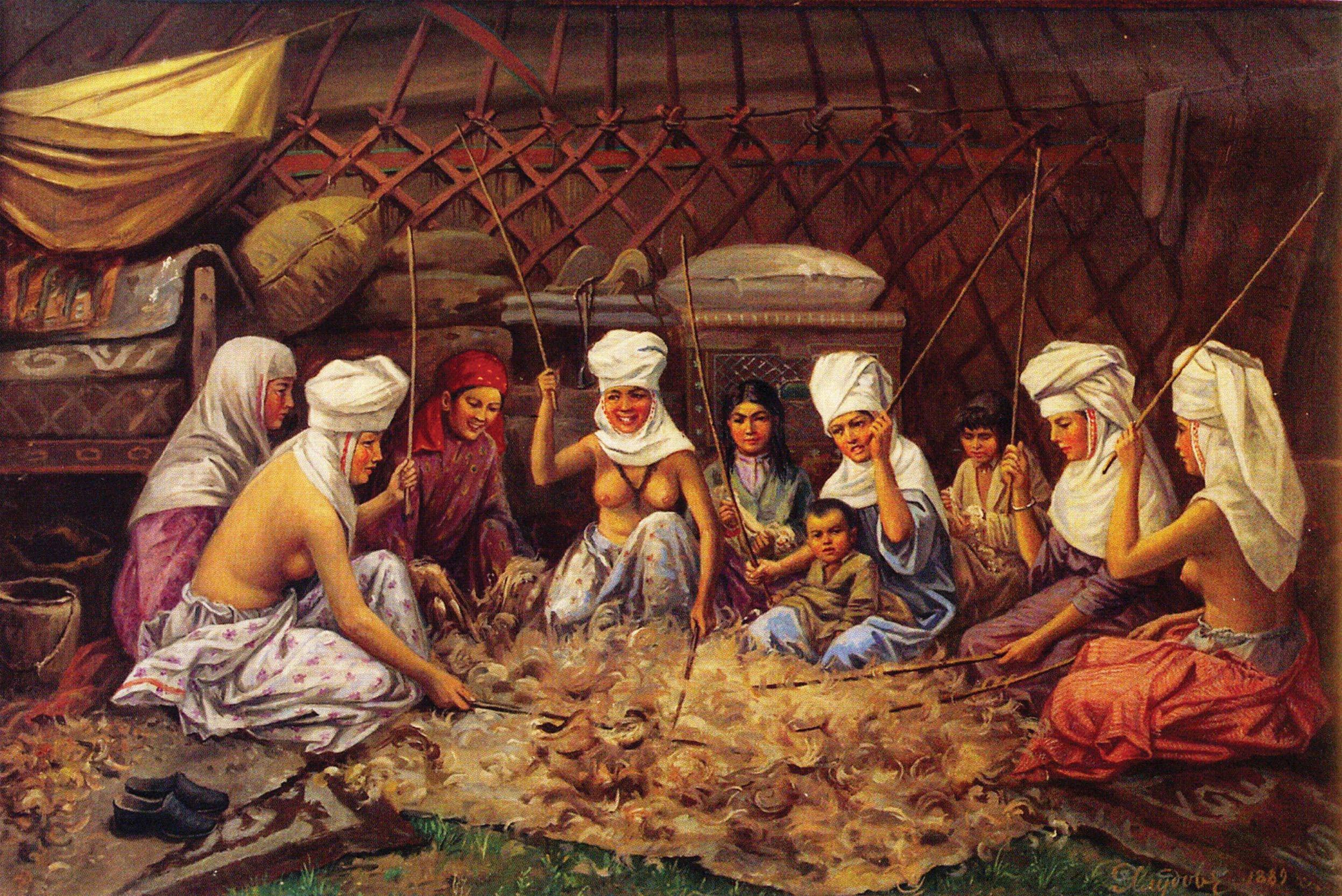
Николай Хлудов. «Битьё шерсти». Российская империя, Степное генерал-губернаторство, Семиреченская область, Верненский уезд, аул на реке Чилик, 1889 г.
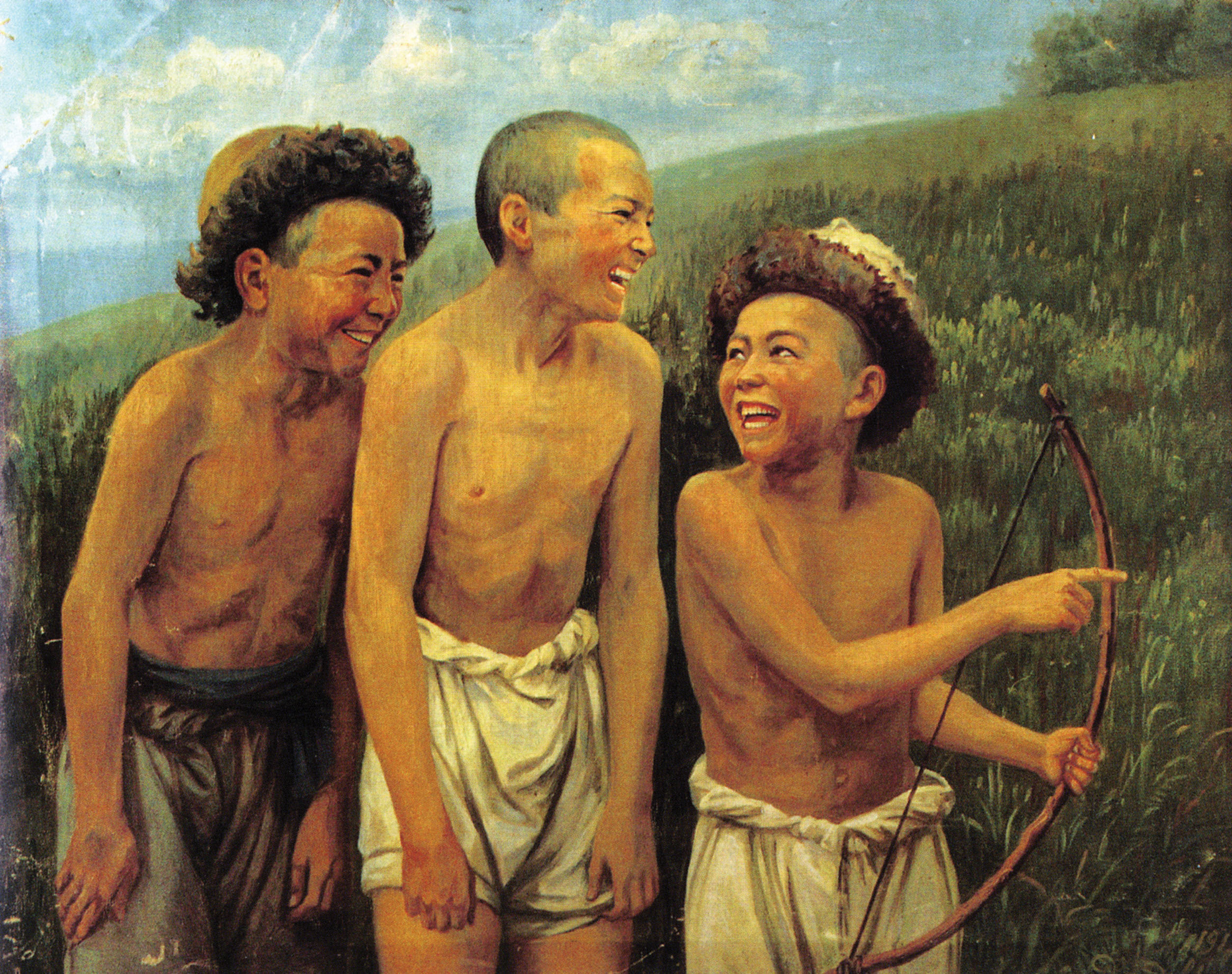
Николай Хлудов. «Молодые охотники». Российская империя, Туркестанское генерал-губернаторство, Семиреченская область, Верненский уезд, Чемолганская волость, 1913 г.
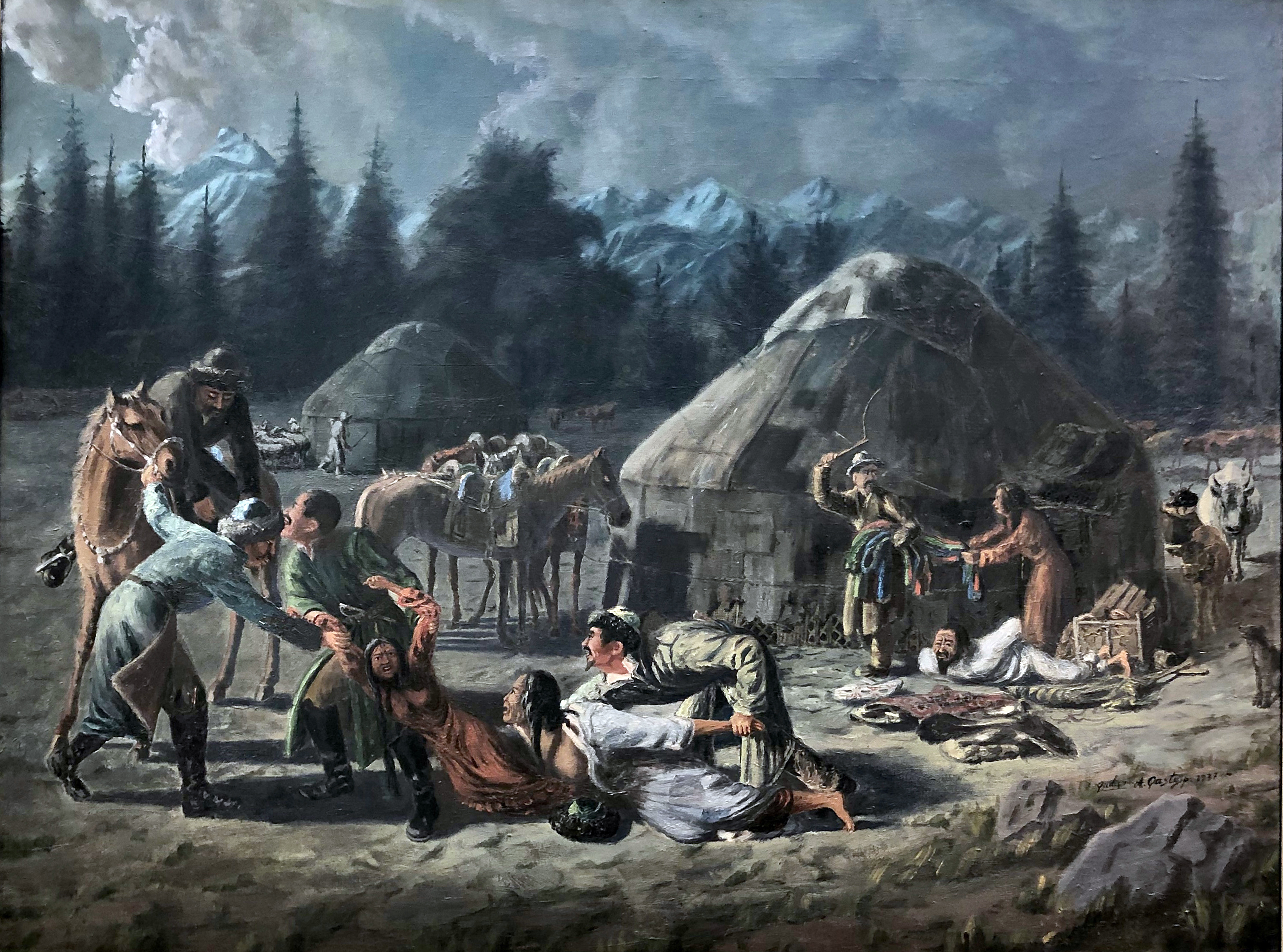
Абылхан Кастеев. «Похищение невесты». СССР, РСФСР, Москва, художественная студия имени Н. К. Крупской, 1937 г.
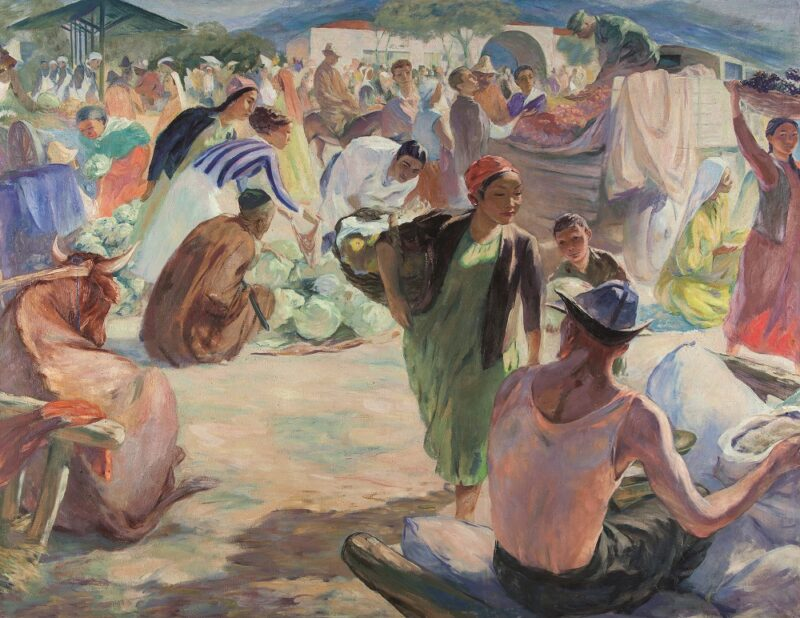
Леонид Леонтьев. «Колхозный базар». СССР, КазССР, Алма-Ата, 1940 г.
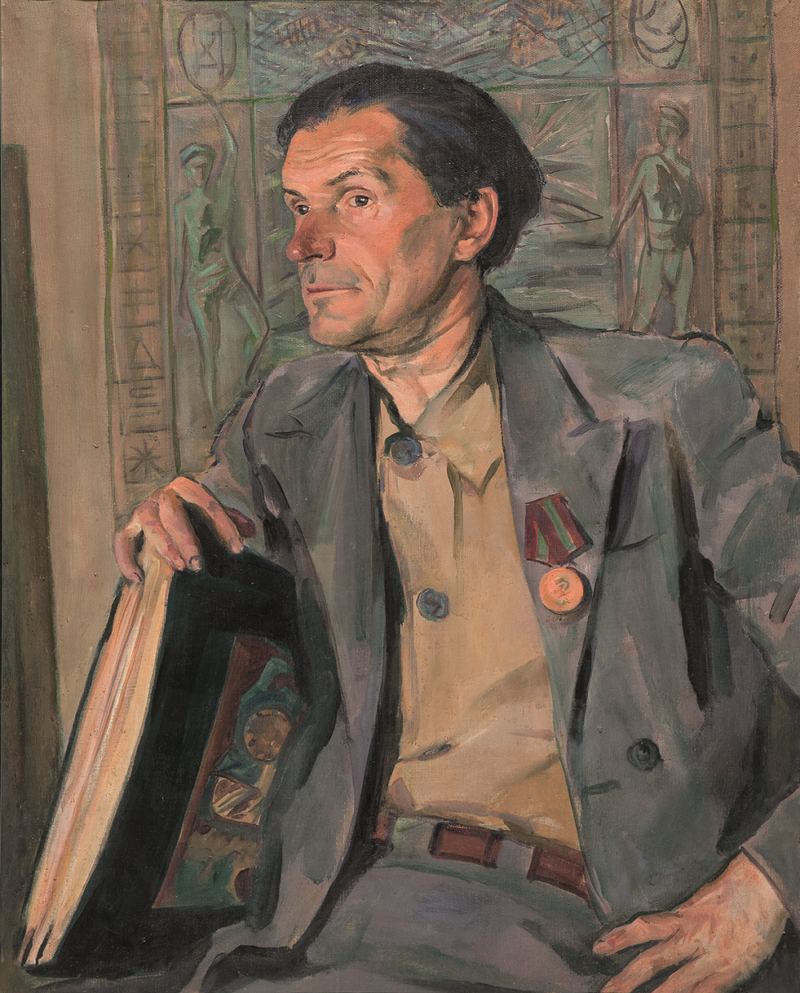
Леонид Леонтьев. «Портрет Сергея Калмыкова». СССР, КазССР, Алма-Ата, 1946 г.
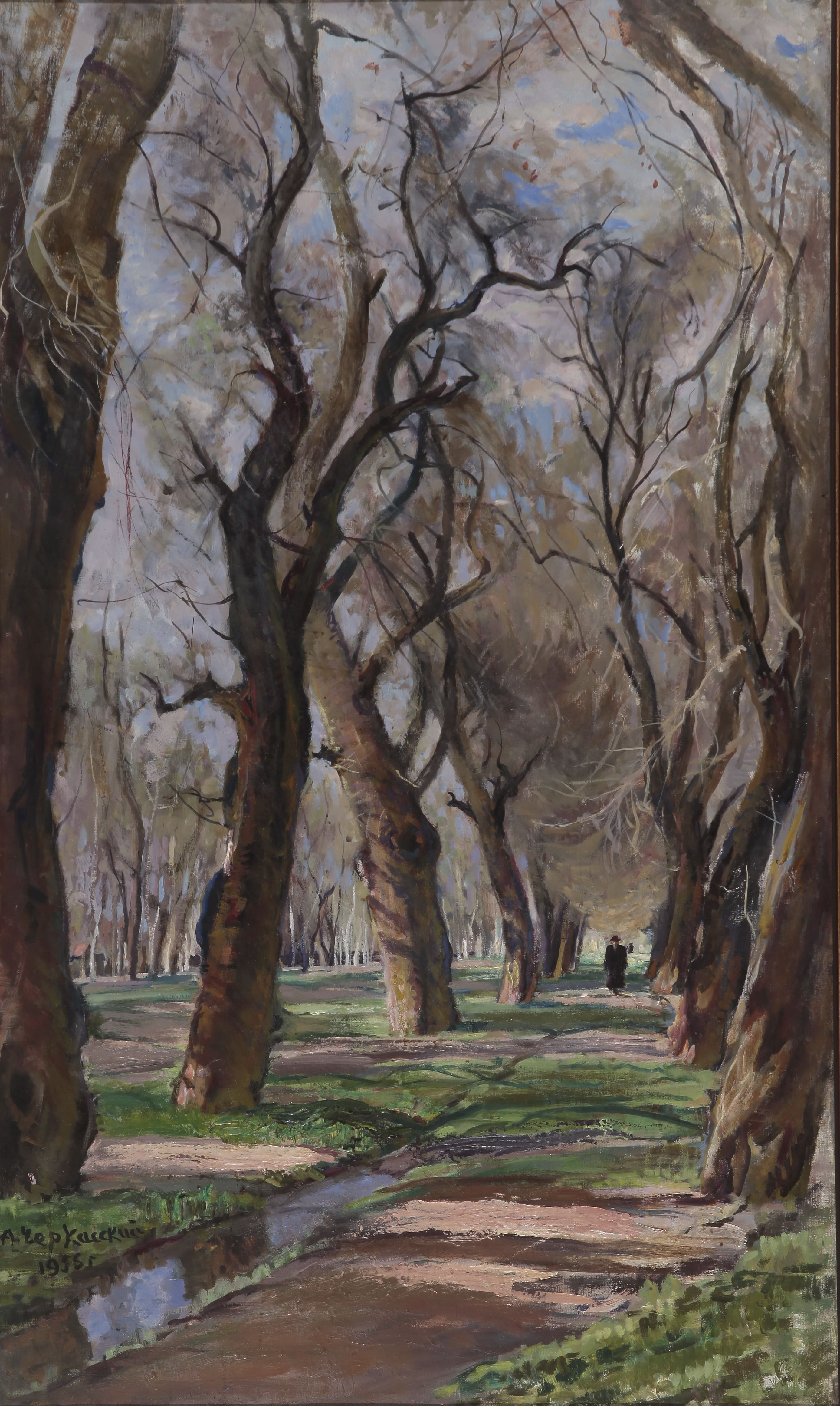
Абрам Черкасский. «Аллея карагачей». СССР, КазССР, Алма-Ата, 1955 г.
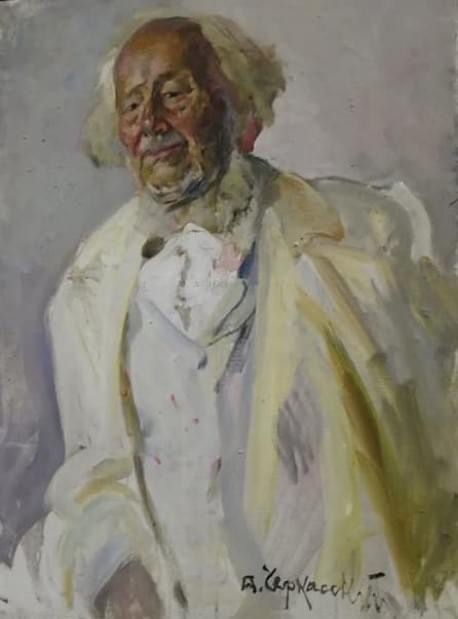
Абрам Черкасский. «Портрет Исаака Иткинда». СССР, КазССР, Алма-Ата, 1959 г.
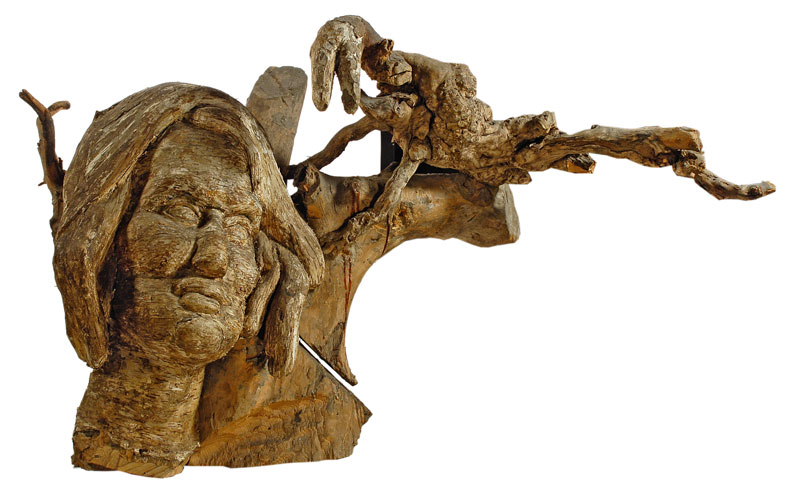
Исаак Иткинд. «Песня». СССР, КазССР, Алма-Ата, 1960 г.
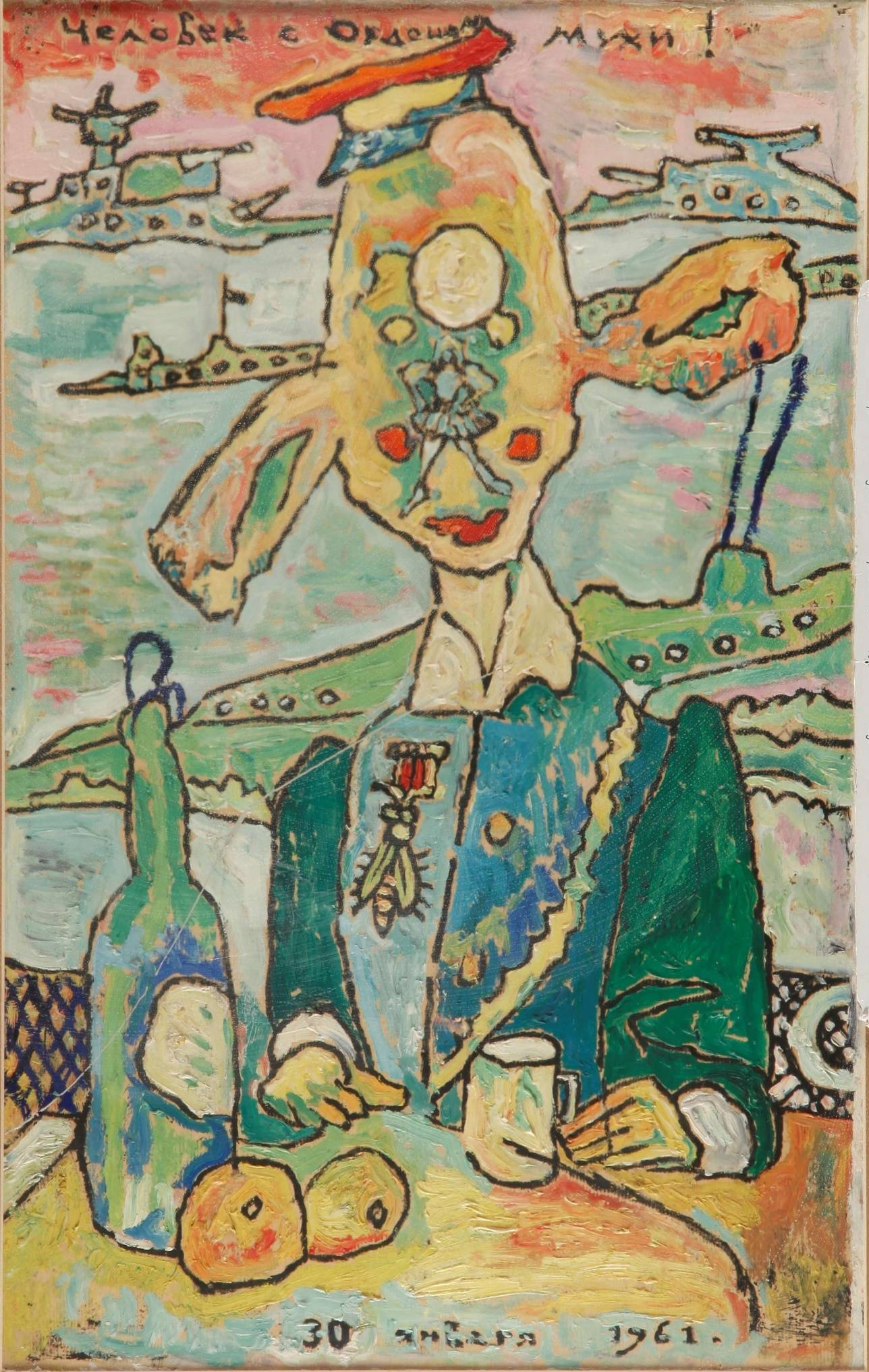
Сергей Калмыков. «Человек с Орденом Мухи!». СССР, КазССР, Алма-Ата, 30.01.1961 г.
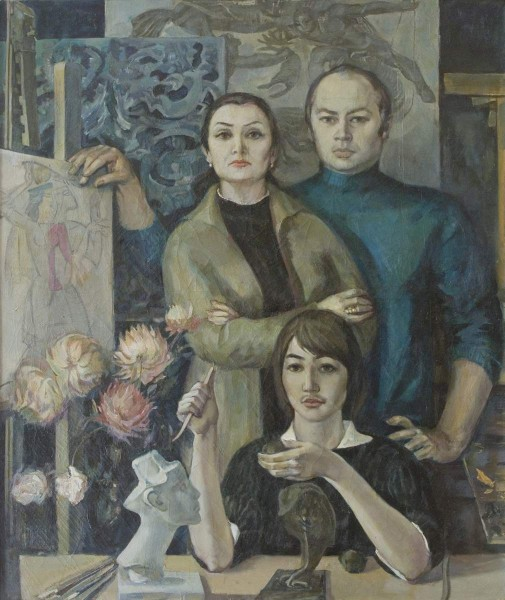
Гульфайрус Исмаилова. «Автопортрет с мужем Евгением Сидоркиным и сыном Вадимом». СССР, КазССР, Алма-Ата, 1978 г.
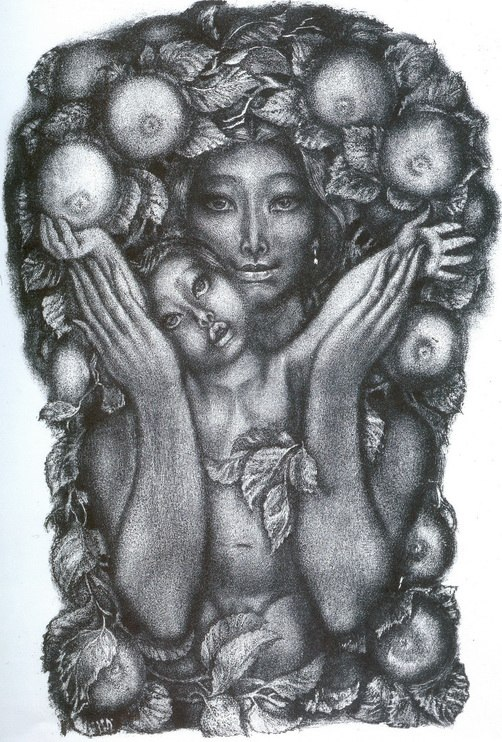
Евгений Сидоркин. «Яблоки Алма-Аты». СССР, КазССР, Алма-Ата, 1980 г.